# Spinogramma
Spinogramma is een kevergeslacht uit de familie van de boktorren (Cerambycidae). De wetenschappelijke naam van het geslacht werd voor het eerst geldig gepubliceerd in 1947 door Breuning.

## Soorten
Spinogramma omvat de volgende soorten:
- Spinogramma ochreovittata Breuning, 1947
- Spinogramma ruficollis Breuning, 1959